# Sport+
Sport+ (произнася се „Спорт плюс“) е български спортен телевизионен канал. Каналът е собственост на „Розенфелд и Ко“ АД и до 1 август 2021 г. се разпространява от сателитния оператор „Булсатком“. От 2021 г. каналът се излъчва от оператора Поларис Медия, като в програмата на канала преобладават тенис турнири.
Първоначално стартирал под името „Film+“ през 2005 като платен филмов канал (PPV) в мрежата на цифрова телевизия „Булсатком“ като част от структурата на българския PPV доставчик Premium Digital, като по този начин получава достъп до много известни филмови заглавия. През 2008 г. каналът е придобит от компанията „БГ САТ“, чиято телевизия TV+ започва излъчване същата година. И двата канала се разпространяват само в мрежата на „Булсатком“.
От 2009 каналът започва излъчване заедно с TV+ на испанската Примера Дивисион, италианската Серия А, ATP World Masters, а от 2010 – и на Националната хокейна лига (NHL) и Националната баскетболна лига (NBA). Телевизията става все по-популярна и с излъчването на част от квалификационните мачове на Лига Европа, Шампионска лига и Евро 2012. Поради това каналът губи част от филмовата си програма.